# U-17-Fußball-Südamerikameisterschaft
Die U-17-Fußball-Südamerikameisterschaft (span. Campeonato Sudamericano Sub-17; portugiesisch Sul-Americano Sub 17) ist ein Fußballwettbewerb zwischen den Nationalmannschaften Südamerikas für männliche Fußballspieler unter 17 Jahren und dient zudem als Qualifikationsturnier für die U-17-Fußball-Weltmeisterschaft. Es wurde erstmals 1985 anlässlich der U-16-Fußball-Weltmeisterschaft 1985 ausgetragen und findet seit 1991 im Zweijahresrhythmus statt. Nachdem die FIFA für die WM 1991 die Altersgrenze von 16 auf 17 Jahre erhöhte, zog auch die CONMEBOL nach.

## Modus
Derzeit treten die 10 CONMEBOL-Mitglieder zunächst in zwei Gruppen à 5 Teams an, wobei jeder gegen jeden spielt. Die besten drei Mannschaften qualifizieren sich für die 2. Runde in der wieder jeder gegen jeden spielt. Davon abweichend trafen 2009 die beiden besten Mannschaften der ersten Gruppenphase sofort im Finale aufeinander, während die Zweit- und Drittplatzierten in einer weiteren Gruppenphase die Plätze 3 bis 6 ausspielten. Bis 2005 qualifizierten sich nur die beiden besten Mannschaften jeder Gruppe für die 2. Gruppenphase, wobei abweichend davon 1999 die 2. Runde im K.-o.-System gespielt wurde.
Seit 2007 als das Teilnehmerfeld der WM auf 24 erhöht wurde, qualifizieren sich die vier besten Mannschaften für die U-17-Weltmeisterschaft. Zuvor waren es die drei besten Mannschaften oder die zwei besten wenn der WM-Gastgeber eine südamerikanische Mannschaft und damit automatisch qualifiziert war.

## Die Turniere im Überblick
| Jahr                                    | Gastgeber   | Finale      | Finale        | Finale        | Spiel um Platz drei | Spiel um Platz drei | Spiel um Platz drei |
| Jahr                                    | Gastgeber   | Sieger      | Ergebnis      | Zweiter Platz | Dritter Platz       | Ergebnis            | Vierter Platz       |
| --------------------------------------- | ----------- | ----------- | ------------- | ------------- | ------------------- | ------------------- | ------------------- |
| als U-16 Wettbewerb ausgetragen         |             |             |               |               |                     |                     |                     |
| 1985 Details                            | Argentinien | Argentinien | (Ligasystem)  | Brasilien     | Ecuador             | (Ligasystem)        | Chile               |
| 1986 Details                            | Peru        | Bolivien    | (Ligasystem)  | Brasilien     | Ecuador             | (Ligasystem)        | Argentinien         |
| 1988 Details                            | Ecuador     | Brasilien   | (Ligasystem)  | Argentinien   | Kolumbien           | (Ligasystem)        | Paraguay            |
| ab 1991 als U-17 Wettbewerb ausgetragen |             |             |               |               |                     |                     |                     |
| 1991 Details                            | Paraguay    | Brasilien   | (Ligasystem)  | Uruguay       | Argentinien         | (Ligasystem)        | Chile               |
| 1993 Details                            | Kolumbien   | Kolumbien   | (Ligasystem)  | Chile         | Argentinien         | (Ligasystem)        | Brasilien           |
| 1995 Details                            | Peru        | Brasilien   | (Ligasystem)  | Argentinien   | Uruguay             | (Ligasystem)        | Chile               |
| 1997 Details                            | Paraguay    | Brasilien   | (Ligasystem)  | Argentinien   | Chile               | (Ligasystem)        | Paraguay            |
| 1999 Details                            | Uruguay     | Brasilien   | 5:0           | Paraguay      | Uruguay             | 4:2                 | Argentinien         |
| 2001 Details                            | Peru        | Brasilien   | (Ligasystem)  | Argentinien   | Paraguay            | (Ligasystem)        | Venezuela           |
| 2003 Details                            | Bolivien    | Argentinien | (Ligasystem)  | Brasilien     | Kolumbien           | (Ligasystem)        | Uruguay             |
| 2005 Details                            | Venezuela   | Brasilien   | (Ligasystem)  | Uruguay       | Ecuador             | (Ligasystem)        | Kolumbien           |
| 2007 Details                            | Ecuador     | Brasilien   | (Ligasystem)  | Kolumbien     | Argentinien         | (Ligasystem)        | Peru                |
| 2009 Details                            | Chile       | Brasilien   | 2:2 6:5 i. E. | Argentinien   | Uruguay             | (Ligasystem)        | Kolumbien           |
| 2011 Details                            | Ecuador     | Brasilien   | (Ligasystem)  | Uruguay       | Argentinien         | (Ligasystem)        | Ecuador             |
| 2013 Details                            | Argentinien | Argentinien | (Ligasystem)  | Venezuela     | Brasilien           | (Ligasystem)        | Uruguay             |
| 2015 Details                            | Paraguay    | Brasilien   | (Ligasystem)  | Argentinien   | Ecuador             | (Ligasystem)        | Paraguay            |
| 2017 Details                            | Chile       | Brasilien   | (Ligasystem)  | Chile         | Paraguay            | (Ligasystem)        | Kolumbien           |
| 2019 Details                            | Peru        | Argentinien | (Ligasystem)  | Chile         | Paraguay            | (Ligasystem)        | Ecuador             |
| 2023 Details                            | Ecuador     | Brasilien   | (Ligasystem)  | Ecuador       | Argentinien         | (Ligasystem)        | Venezuela           |
| 2025 Details                            | Kolumbien   | Brasilien   | 1:1 4:1 i. E. | Kolumbien     | Venezuela           | 3:0                 | Chile               |

## Rangliste
Nach 20 Turnieren:
| Rang | Land        | Sieger | Zweiter | Dritter | Vierter |
| ---- | ----------- | ------ | ------- | ------- | ------- |
| 1    | Brasilien   | 14     | 3       | 1       | 1       |
| 2    | Argentinien | 4      | 6       | 5       | 2       |
| 3    | Kolumbien   | 1      | 2       | 2       | 4       |
| 4    | Bolivien    | 1      | —       | —       | —       |
| 5    | Uruguay     | —      | 3       | 3       | 2       |
| 6    | Chile       | —      | 3       | 1       | 4       |
| 7    | Ecuador     | —      | 1       | 4       | 2       |
| 8    | Paraguay    | —      | 1       | 3       | 3       |
| 9    | Venezuela   | —      | 1       | 1       | 2       |
| 10   | Peru        | —      | —       | —       | 1       |